# Psammed, il folletto della sabbia
Psammed, il folletto della sabbia (おねがい!サミアどん?, Onegai! Samia-don) è una serie televisiva anime trasmessa in Giappone su NHK tra l'aprile 1985 e il febbraio 1986, per un totale di 78 episodi, 39 dei quali sono stati trasmessi in Italia su RaiUno a partire dall'ottobre 1989. La serie si basa sul romanzo del 1902 Five Children and It dell'autrice inglese Edith Nesbit. 
L'anime si discosta dalla trama del romanzo in quanto i giovani protagonisti sono quattro anziché cinque. Tre di questi (Cyril, Robert and Jane) sono fratelli e sorelle mentre la quarta (Anne) è loro amica e vicina di casa. I quattro bambini incontrano Psammed, che nell'anime è raffigurato come una creatura gialla con un cappello blu a punta, e di carattere pigro e scostante piuttosto che dispettoso. Inoltre, il suo cibo preferito sono i copertoni d'auto e non sopporta l'acqua.
In America Latina e in Spagna, la serie è conosciuta come Samed, el duende mágico ("Psammead, il folletto magico") e in Francia e Québec come Sablotin. In Arabia, è invece nota come Moghamarat Samid ("Le avventure di Samid").

## Lista Episodi
- 01
- 02
- 03. L’extraterrestre
- 04. Un Volo Pericoloso
- 05. Una Strana Sirena
- 06. Una Stella Per Spilla
- 07. Il Piatto Volante
- 08. Il Robot Baby Sitter
- 09. Il Miglior Pasticcere
- 10. Gli Spazzolini Magici
- 11. Un Appuntamento Galante
- 12. La Casa Stregata
- 13. Giochiamo Ai Pirati
- 14. Un Cuore Di Vetro
- 15. Le Quattro Nuvolette
- 16. L’avventura Di Un Orsacchiotto
- 17. I Grandi Detectives
- 18. La Pozione Miracolosa
- 19. Papa’ Torna Bambino
- 20. Jane E Cappuccetto Rosso
- 21. Panico Ai Grandi Magazzini
- 22. Regali Per Tutti
- 23. La Fidanzata Di Psammead
- 24. Il Conte Dracula
- 25. Sill Parla Con I Cani
- 26. La Trombetta Magica
- 27. Il Pupazzo Pettegolo
- 28. L’aeroplanino Di Robert
- 29. L’acqua Magica
- 30. Il Vestito Di Jane
- 31.
- 32. Il Mare Nella Cava
- 33. Il Fantasma Pasticcione
- 34. Il Castello Di Ghiaccio
- 35. Il Compleanno Di Psammead
- 36. Il Genio Della Lampada
- 37. Il Mistero Delle Gomme
- 38. Il Mistero Di Lochness
- 39. Una Medicina Portentosa
- 40. Scarpette Rosse
- 41. La Colla Magica
- 42. Il Rivale Di Psammead
- 43. Psammeco L’indovina
- 44. La Ragazza Più Forte Del Mondo
- 45. Spedizione Sottomarina
- 46.
- 47.
- 48. Al Luna Park
- 49. Il Folletto Delle Uova Sode
- 50. Il Mondo Oltre Lo Specchio
- 51.
- 52. La Nonna Torna Giovane
- 53.
- 54.
- 55. Dov’è Tobi
- 56. Libri Parlanti
- 57. La Forza Del Pensiero
- 58. Viaggio Nel Mondo Dei Sogni
- 59. Avventura Nel West
- 60. Il Carillon Magico
- 61. Il Pallone Volante
- 62. Avventura Nello Spazio
- 63.
- 64. Una Gita In Bicicletta
- 65. La Principessa Rapita
- 66. Teniamoci In Forma
- 67. Il Piccolo Gigante
- 68. Verso Il Cielo
- 69. Buon Compleanno Nonna
- 70. La Regina Delle Tenebre
- 71. Una Strana Formica
- 72. Nozze In Vista
- 73. La Gattina
- 74. L’anello Smarrito
- 75. Il Bambolotto
- 76. Un Cane Intelligente
- 77. L’amico Dei Corvi
- 78. Il Premio Nobel